# Walter Zeballos
Walter Hugo Zeballos Franco (Nazca, Departamento de Ica, 15 de abril de 1973) es un exfutbolista peruano. Jugaba de lateral derecho o volante de marca y su último equipo fue el FBC Melgar. Actualmente dirige al Atlético Universidad Copa Perú.

## Trayectoria
La Macha Zeballos comenzó su carrera en Primera División en 1997 jugando por el FBC Melgar de Arequipa como lateral derecho. Ante su regularidad en el campeonato es convocado a la selección peruana para jugar las eliminatorias al Mundial del 2002 y la Copa América 2001. El 2003 ficha por Alianza Lima donde disputa la Copa Libertadores, para la segunda mitad de ese año regresa a Arequipa para jugar con el Atlético Universidad.
Entre el 2004 y el 2005 jugó la Copa Perú, el 2006 vuelve nuevamente al FBC Melgar, esta vez como volante de marca, donde cumplió acertadas actuaciones.

## Clubes

### Como jugador
| Club                       | País       | Año       |
| -------------------------- | ---------- | --------- |
| Atlético Mariscal Castilla | Perú       | 1994      |
| Social América             | Perú       | 1994      |
| FBC Yanahuara              | Perú       | 1994      |
| Sportivo Huracán           | Perú       | 1995-1996 |
| Social América             | Perú       | 1996      |
| FBC Piérola                | Perú       | 1996      |
| Coronel Bolognesi          | Perú       | 1996-1997 |
| FBC Melgar                 | Perú       | 1997-1999 |
| Coventry City              | Inglaterra | 2000      |
| FBC Melgar                 | Perú       | 2000-2002 |
| Alianza Lima               | Perú       | 2003      |
| Atlético Universidad       | Perú       | 2003      |
| FBC Ostende                | Perú       | 2004      |
| Sportivo Huracán           | Perú       | 2004-2005 |
| FBC Melgar                 | Perú       | 2006-2010 |

### Como entrenador
| Club                  | País | Año         |
| --------------------- | ---- | ----------- |
| Sportivo Huracán      | Perú | 2009        |
| FBC Melgar (Reserva)  | Perú | 2010 - 2011 |
| Unión Minas           | Perú | 2012        |
| Futuro Majes          | Perú | 2013        |
| Deportivo Los Ángeles | Perú | 2014        |
| FBC Pulpera           | Perú | 2014        |
| Los Chinitos Atico    | Perú | 2014        |
| Futuro Majes          | Perú | 2014        |
| Deportivo Los Ángeles | Perú | 2016        |
| Los Chinitos          | Perú | 2016-2017   |
| Futuro Majes          | Perú | 2019 -2021  |
| Jorge Chávez          | Perú | 2022 -      |

### Campeonatos regionales
| Título                         | Club             | País     | Año  |
| ------------------------------ | ---------------- | -------- | ---- |
| Liga Departamental de Arequipa | Sportivo Huracán | Arequipa | 1995 |
| Liga Departamental de Arequipa | FBC Piérola      | Arequipa | 1996 |